# Charles de Broqueville

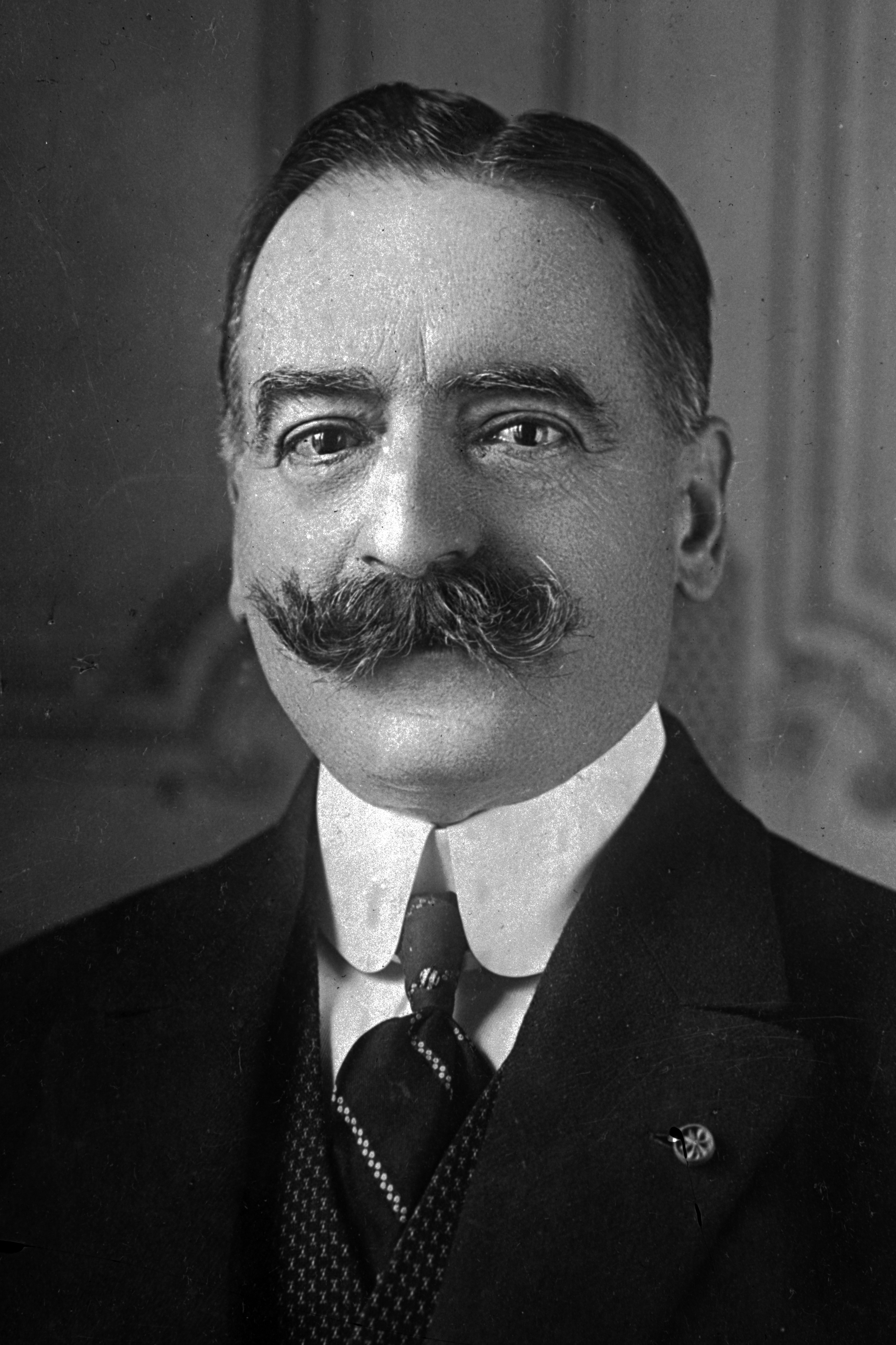
Charles de Broqueville

Charles Marie Pierre Albert Comte de Broqueville (* 4. Dezember 1860 in Postel (Mol); † 5. September 1940 in Brüssel) war ein belgischer katholischer Staatsmann. Er war zweimal Premierminister.

## Jugend und Privatleben
Charles de Broqueville wurde am 4. Dezember 1860 in Mol als Sohn des belgischen Politikers Stanislas Baron de Broqueville und Marie-Claire de Briey geboren. Der aus einer adligen Familie stammende Baron de Broqueville bekam Privatunterricht beim späteren Hofprediger des königlichen Hofes. Am 7. April 1885 heiratete er Baronin Berthe d’Huart eine Enkelin des früheren zweimaligen Premierministers und Senators Jules Malou. Mit ihr bekam er Fünf Söhne und eine Tochter.

## Politische Laufbahn

### Abgeordneter und Aufstieg zum Minister
Seine politische Laufbahn begann im Jahr 1885 mit der Wahl in den Gemeinderat von Mol. Bereits ein Jahr später wurde er Mitglied des Rates der Provinz Anvers. Von 1892 bis 1919 war er Mitglied der Abgeordnetenkammer und vertrat dort die Interessen der Katholieke Partij für den Wahlkreis Turnhout. Während dieser Zeit wurde er innerhalb der Lager der Katholischen Partei nicht als echter Christdemokrat gesehen, sondern eher als Politiker des Zentrums.
1910 wurde de Broqueville erstmals zum Minister berufen und zwar bis 1912 als Minister für Eisenbahnen und Post.

### Premierminister 1911 bis 1918
Dieses Amt behielt er auch, als er vom 17. Juni 1911 bis zum 31. Mai 1918 als Nachfolger seines Parteifreundes Frans Schollaert Premierminister war. Von 1912 bis 1917 war er zudem Kriegsminister sowie von 1917 bis Januar 1918 Außenminister. In diesen Ämtern war er zu Beginn des Ersten Weltkrieges 1914 für die Mobilmachung der belgischen Armee verantwortlich. Seine Regierung befand sich jedoch seit August 1914 im Exil in Frankreich. Nach einem Streit mit König Albert I. über dessen Rolle als Oberbefehlshaber sowie über einen von ihm ausgehandelten Separatfrieden mit Österreich-Ungarn ohne vorherige Information des Kabinetts musste de Broqueville als Premierminister zurücktreten, wurde aber noch am Tage seines Rücktritts mit dem Ehrentitel eines „Staatsministers“ ausgezeichnet.

### Ämter zwischen 1918 und 1932
Trotz dieser persönlichen Niederlage war er auch im nachfolgenden Kabinett von Gerhard Cooreman vom 31. Mai bis 21. November 1918 Minister für den Wiederaufbau sowie von November 1918 bis November 1919 Innenminister unter Premierminister Léon Delacroix.
Als er wegen seiner zunehmend konservativeren Einstellung 1919 bei der Wahl zur Abgeordnetenkammer scheiterte, kandidierte er zunächst erfolgreich für den Senat der Provinz Namur. Anschließend war er 1925 bis 1936 Mitglied des Senats von Belgien. 1920 wurde er von König Albert I. in den Grafenstand (Comte) erhoben.
Vom 20. Mai 1926 bis zum 6. Juni 1931 war er im Kabinett seines Parteifreundes Henri Jaspar Minister für Landesverteidigung, 1932 Minister für Landwirtschaft und Mittelstand in der Regierung von Jules Renkin.

### Premierminister 1932–1934
Am 22. Oktober 1932 wurde er Nachfolger von Renkin als Premierminister eines katholisch-liberalen Koalitionskabinetts; er übte dieses Amt bis zu seiner Ablösung durch seinen Parteifreund Georges Theunis am 20. November 1934 aus. Diese Regierungszeit war geprägt von der damaligen Weltwirtschaftskrise.
1936 schied er aus dem Senat aus und zog sich aus dem politischen Leben zurück. Im Mai 1940, wenige Monate vor seinem Tod, musste de Broqueville miterleben, dass die Wehrmacht ab dem 10. Mai 1940 in die Benelux-Staaten einmarschierte (Westfeldzug). Die Niederlande kapitulierten nach vier Tagen und Belgien nach 18 Tagen.

## Auszeichnungen

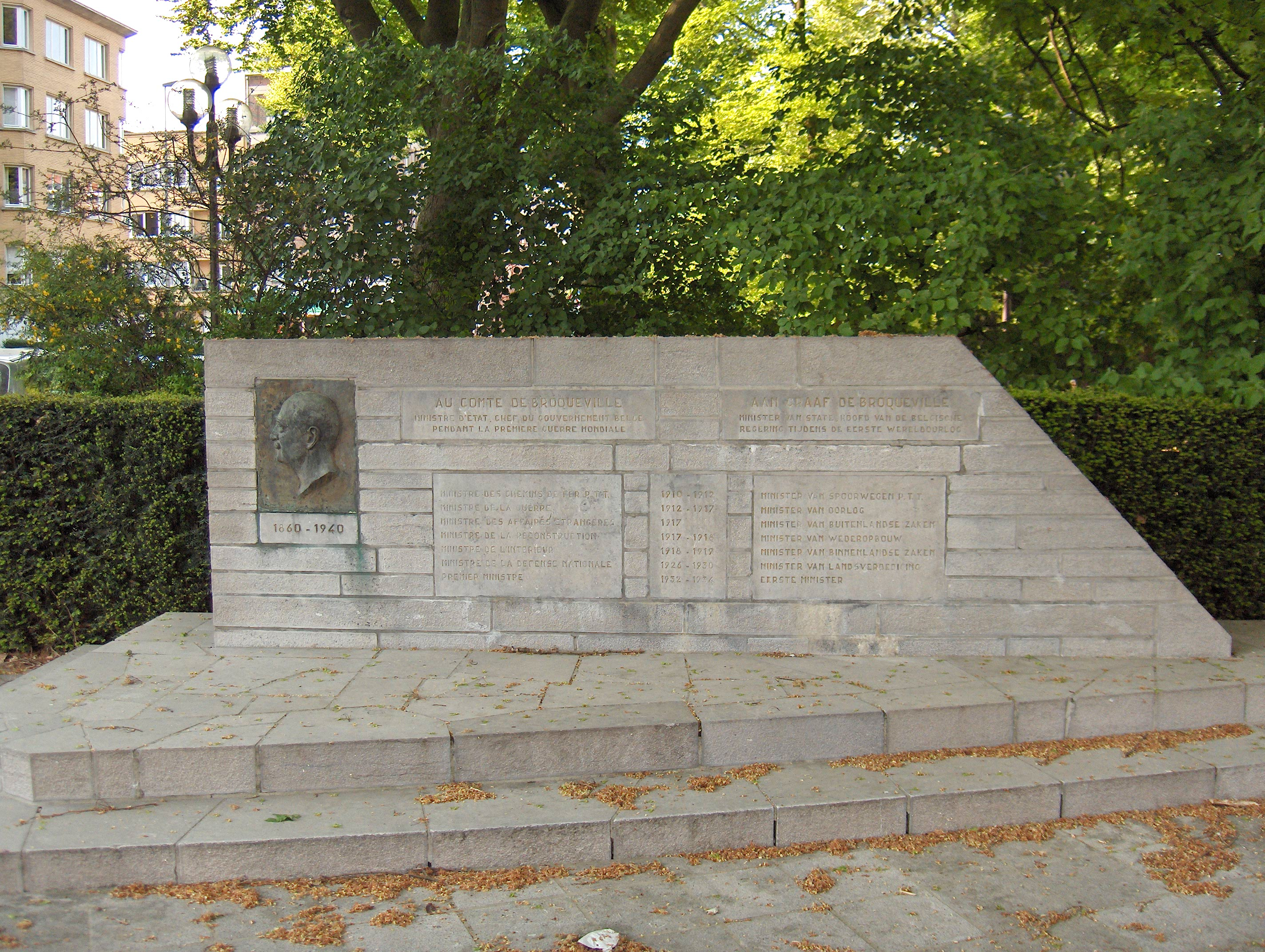
Denkmal im Gedenken an Charles de Broqueville in Woluwe-Saint-Lambert, Brüssel

Charles de Broqueville wurde 1918 von König Albert I. zum Grafen und Staatsminister ernannt. Eine Avenue wurde nach Charles de Broqueville benannt und in Woluwe-Saint-Lambert wurde ihm zu Ehren ein Denkmal mit einem Medaillon mit seinem Konterfei errichtet, das von Inès de San geschaffen wurde.
- Großkordon des Leopoldsordens (Belgien)
- Kriegskreuz 1914–1918 (Belgien)
- Dannebrogorden (Dänemark)
- Großkreuz des Erlöser-Orden (Griechenland)
- Großkreuz-Ritter des Piusorden (Vatikan)
- Großkreuz des Orden der Heiligen Mauritius und Lazarus (Königreich Italien)
- Großkreuz des Orden der Aufgehenden Sonne (Japan)
- Großkreuz der Ehrenlegion (Frankreich)
- Kriegskreuz 1914–1918 (Frankreich)
- Großkreuz des Orden der Eichenkrone 1913  (Großherzogtum Luxemburg)
- Großkreuzritter des Orden vom Niederländischen Löwen (Königreich der Niederlande)
- Knight Grand Cross des Ordens von Sankt Michael und Sankt Georg (Vereinigtes Königreich)
- Ritter des Ordens vom Weißen Adler (Russisches Kaiserreich)
- Ritter des Orden der Krone von Rumänien (Rumänien)
- Großkreuz des Christusorden (Portugal)
- Ritter des Orden vom Zähringer Löwen (Großherzogtum Baden)
- Großkreuz des Orden des litauischen Großfürsten Gediminas (Litauen)